# Ottelia mesenterium
Ottelia mesenterium là một loài thực vật có hoa trong họ Hydrocharitaceae. Loài này được (Hallier f.) Hartog mô tả khoa học đầu tiên năm 1957.